# モンキアゲハ
モンキアゲハ（紋黄揚羽、Papilio helenus）は、アゲハチョウ科に分類されるチョウの一種。日本最大級のチョウで、後翅に黄白色の大きな斑紋があるのが特徴である。

## 概要
成虫は前翅長60 - 75mm、開張110 - 140mmほどで、日本に分布するチョウとしてはオオゴマダラやナガサキアゲハと並ぶ最大級の種類である。夏型は春型に比べて大型になる。
翅は大きくて幅広く、後翅には尾状突起がある。色は全体的に黒いが、後翅には和名通り大きな黄白色紋があり、黒色系のアゲハチョウ類の中では比較的簡単に他種と区別できる。この斑紋は羽化したばかりの時はほぼ白いが、日数が経つにつれて黄色みを帯び、標本などでは黄色に近くなる。
また、黄白色斑の周辺には小さな三日月状の赤い斑紋が並ぶ。メスはオスに比べてこの赤斑が大きい。また、南に行くほど配色はより鮮やかになる。

## 生息域・食草
インド、ヒマラヤ山脈、東南アジアと周辺の島嶼、中国、台湾を経て日本まで分布する。日本では関東以西に分布し、南方系の種類として位置づけられる。広い分布域の中で多くの亜種が知られ、このうち日本に分布するのは亜種 P. h. nicconicolens Butler, 1881 とされる。
日本では、成虫が見られるのは4-10月頃で、その間に2-3回発生する。冬は蛹で越冬する。北日本では蛹が越冬出来ないとされ、観察された場合には分布の北限である関東で羽化した夏型が台風などの強風に乗って飛来したと考えられてきた。しかし、2009年（平成21年）6月に宮城県仙台市の東北大学植物園で、春型と見られるモンキアゲハが初めて採取された。
都市部には少ないが、平地や低山地の森林の周辺でよく見かけられる普通種である。他の動物があまり活動しない日中の暑い時間帯にも活発に飛び、ユリ類、クサギ、ヒガンバナ、人家の庭先の園芸種など各種の花に訪れる。また、地面で水を吸うこともある。
幼虫はミカン類、カラタチ、サンショウ類、ハマセンダンなどのミカン科植物を食草とする。幼虫の臭角はクロアゲハと同じく赤色をしている。終齢幼虫もクロアゲハに似るが、腹部背面に入る斜め帯が中央で繋がらず、切れていることで区別できる。蛹は日本産の他の種類に比べて、頭部と胸部が背中側に大きく反る。

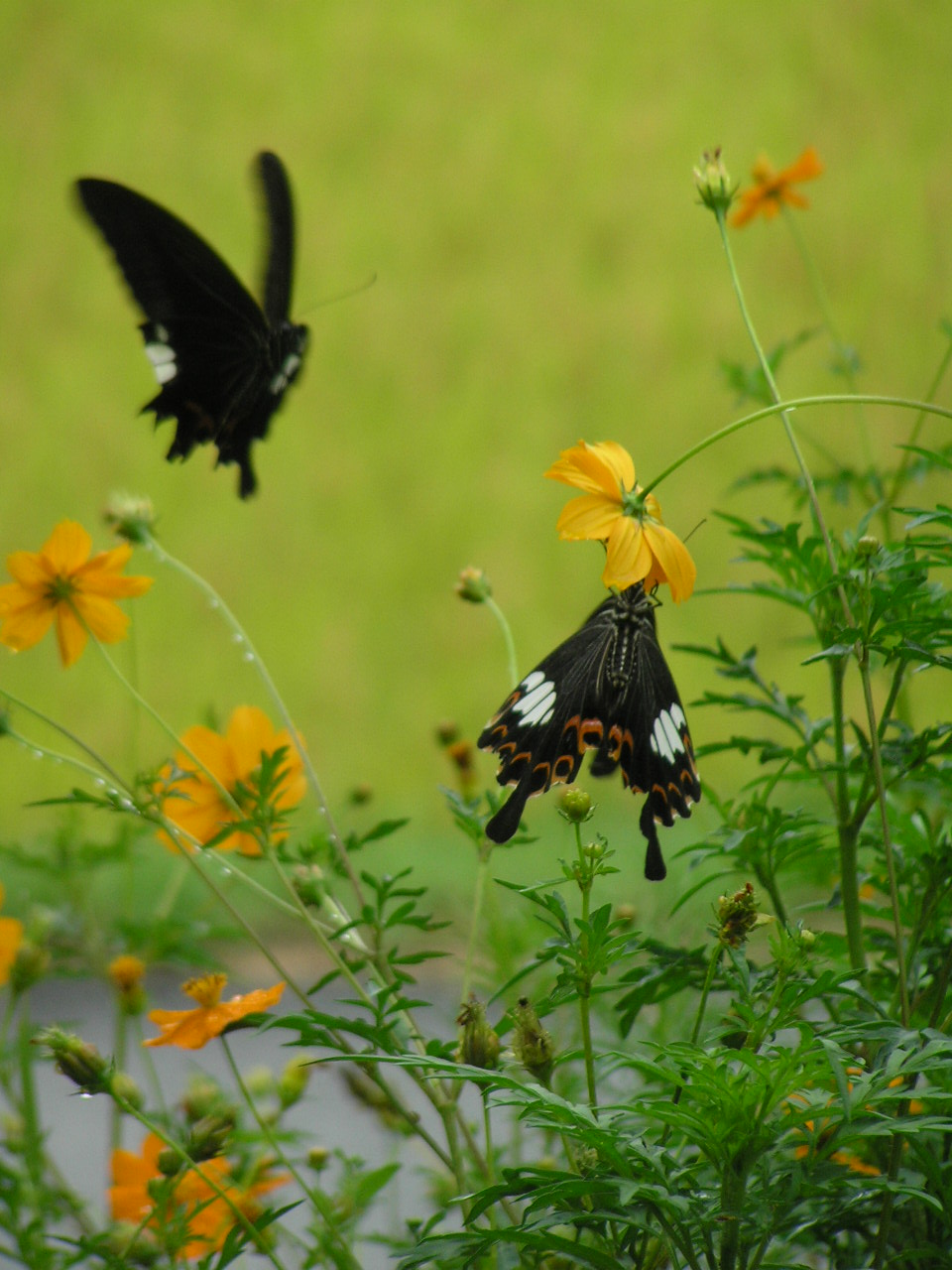
キバナコスモスに群がるモンキアゲハ